# Jean Vasca
Jean Vasca, né Jean Georges Stievenard le 25 septembre 1940 à Bressuire, dans les Deux-Sèvres, au hasard de l'exode de ses parents réfugiés ardennais, et mort le 21 décembre 2016 à Rivières, dans le Gard, est un auteur-compositeur-interprète français.

## Biographie

### Carrière
Jean Vasca passe son adolescence à Paris. Il étudie au Lycée Louis Buffon. C'est au début des années 1960 qu'il commence à chanter dans des cabarets ses propres textes ou ceux de chanteurs dont il est l'admirateur, tels que Jean Ferrat, Léo Ferré ou Georges Brassens.
En 1962 et en 1963, Jean Vasca produit une émission de poésie intitulée Présence du verbe. À la même époque, il présente Poème électronique no 3 à la Biennale de Paris, où il chante et lit ses textes sur une musique électronique d'André Almuro.
En 1964, paraît son premier album : intitulé Les Routes, il est arrangé par Jacques Malbet et Barthélémy Rosso, ce dernier étant le guitariste de Léo Ferré et Georges Brassens.
En 1967, Jean Vasca devient rédacteur en chef de la revue Guitare et Musique pour quelques numéros.
En 1968, il est récompensé par le Prix de l'Académie de la Chanson pour son troisième album L'Ange exterminateur.
Au début des années 1970, il est remarqué par le poète et animateur de radio Luc Bérimont, qui produit et anime en public et sur France Inter l'émission « La Fine Fleur de la Chanson Française ». Il est apprécié par les auditeurs et, à la suite de ses différents passages dans cette émission, sort un 33 tours chez la Boîte A Musique (Editions Alvarez). C'est aussi grâce à Luc Bérimont qu'il rencontrera des auteurs-compositeurs-interprètes qui deviendront les amis chers de « la bande des cinq » : Jacques Bertin, Jean-Max Brua, Gilles Elbaz, Jean-Luc Juvin.
En 1974 sort Un chant, cinquième album qui marque les débuts de sa collaboration avec l'arrangeur Michel Devy. Vasca, très influencé par Léo Ferré, s'oriente là vers le parlé-chanté et un son plus rock.
Célébrations, son huitième album paru en 1978, est récompensé par le Grand prix de l'Académie du Disque. L'année suivante, c'est l'album De doute et d'envol qui reçoit le Grand prix de l'Académie Charles Cros.
Parallèlement à son activité discographique soutenue, il publie aussi plusieurs recueils de poésies, tels que L'Écarlate et l'Outremer en 1973 et Chansons, Succursales du soleil en 1978.
Son dernier disque, intitulé Salut !, date de 2016.

### Engagements
Le 18 juin 1976, il est l'un des signataires de l'Appel du 18 joint, manifeste appelant à la légalisation du cannabis en France, publié initialement dans le quotidien Libération.
En 1984, il participe au gala de soutien à Radio libertaire.

### Mort
Il meurt dans son sommeil le 21 décembre 2016 à Rivières, dans le Gard, à l'âge de 76 ans. Il est incinéré à Saint-Martin-de-Valgalgues après ses obsèques le 28 décembre.

## Reconnaissance
Vasca a été interprété par des chanteuses telles que Francesca Solleville, Isabelle Aubret, Christine Sèvres, Micheline Ramette, ou les chanteurs Morice Benin et Marc Ogeret.
Ignoré des grands médias mais entouré d'un petit public fidèle, Vasca est un représentant de la chanson poétique libertaire.

## Discographie

### Divers
- 2001 : Un plateau de fruits de mer (CD maxi)

### Compilations
- 1986 : Entre autres et pour mémoire
- 1989 : Jean Vasca, compilation 1975-1980 (53 chansons)
- 1990 : Marc Ogeret chante Vasca
- 1992 : Jean Vasca, compilation 1967-1974 & 1981-1987 (54 chansons)
- 2005 : Poètes & chansons, Jean Vasca chanté par Jean Vasca et Marc Ogeret
- 2018 : Chansons 1967-1986

### Ouvrages sur Jean Vasca
- Jean-Pierre Nicol, Jean Vasca ou les métamorphoses du soleil. Rétro-Viseur, 1994

#### Notices
- Gilles Schlesser, Le cabaret « rive gauche », Archipel, 2006, page 318.
- Bruno Ruiz, Gil Pressnitzer, « Jean Vasca, un chant dans l’épaisseur des mots, un chant de révolte et d’amour », sur espritsnomades.com, 1er septembre 2011.